# Impure Wilhelmina
Impure Wilhelmina — швейцарский музыкальный коллектив, играющий в стиле сладж-метал. Коллектив был основан в 1996 году в Женеве и состоял тогда из Майкла (вокал/гитара), Давида (ударные), Тьерри (гитара) и Дидье (бас). Дебютным стал альбом «Afraid», записанный в 1999 году.
Название группы происходит от полного имени Мины Мюррей из романа Брэма Стокера «Дракула» и переводится на русский язык как «Нечистая Вильгельмина».
На творчество коллектива, по словам музыкантов, оказали влияние Opeth, Nirvana, Converge, Neurosis, Paradise Lost, My Dying Bride и Cathedral. Также имеется влияние таких музыкальных стилей как фолк и эмо.

## Дискография
- 1996 — s/t 7"
- 1998 — Undressing your soul
- 1999 — Afraid
- 2001 — 442 split with ORDEAL
- 2003 — I can’t believe I was born in july (Space Patrol Records)
- 2005 — L’amour, la mort, l’enfance perdue (Space Patrol Records)
- 2008 — Prayers and Arsons
- 2014 — Black Honey
- 2017 — Radiation (Season of Mist)
- 2021 — Antidote (Season of Mist)

## Состав
Давид и Тьерри решили покинуть Impure Wilhelmina в пользу продолжения научной карьеры (получение учёной степени физико-математических наук)

### 2006
- Майкл (Michael) (вокал/гитара)
- Матиас (Mathias) (бас)
- Александре (Alexandre) (гитара)
- Марио (Mario) (ударные)